# Liste der Naturdenkmale in Seiwerath
Die Liste der Naturdenkmale in Seiwerath nennt die im Gemeindegebiet von Seiwerath ausgewiesenen Naturdenkmale (Stand 13. April 2024).

## Naturdenkmale
| Nr.         | Bezeichnung                 | Lage                                       | Beschreibung | Bild                                    |
| ----------- | --------------------------- | ------------------------------------------ | ------------ | --------------------------------------- |
| ND-7232-535 | Kaisereiche im Gemeindewald | östlich des Ortes; Abteilung Wabbüsch Lage | Quercus sp.  | Direkt Bild zu diesem Denkmal hochladen |